# 卡尼弗 (卜塔的大祭司)

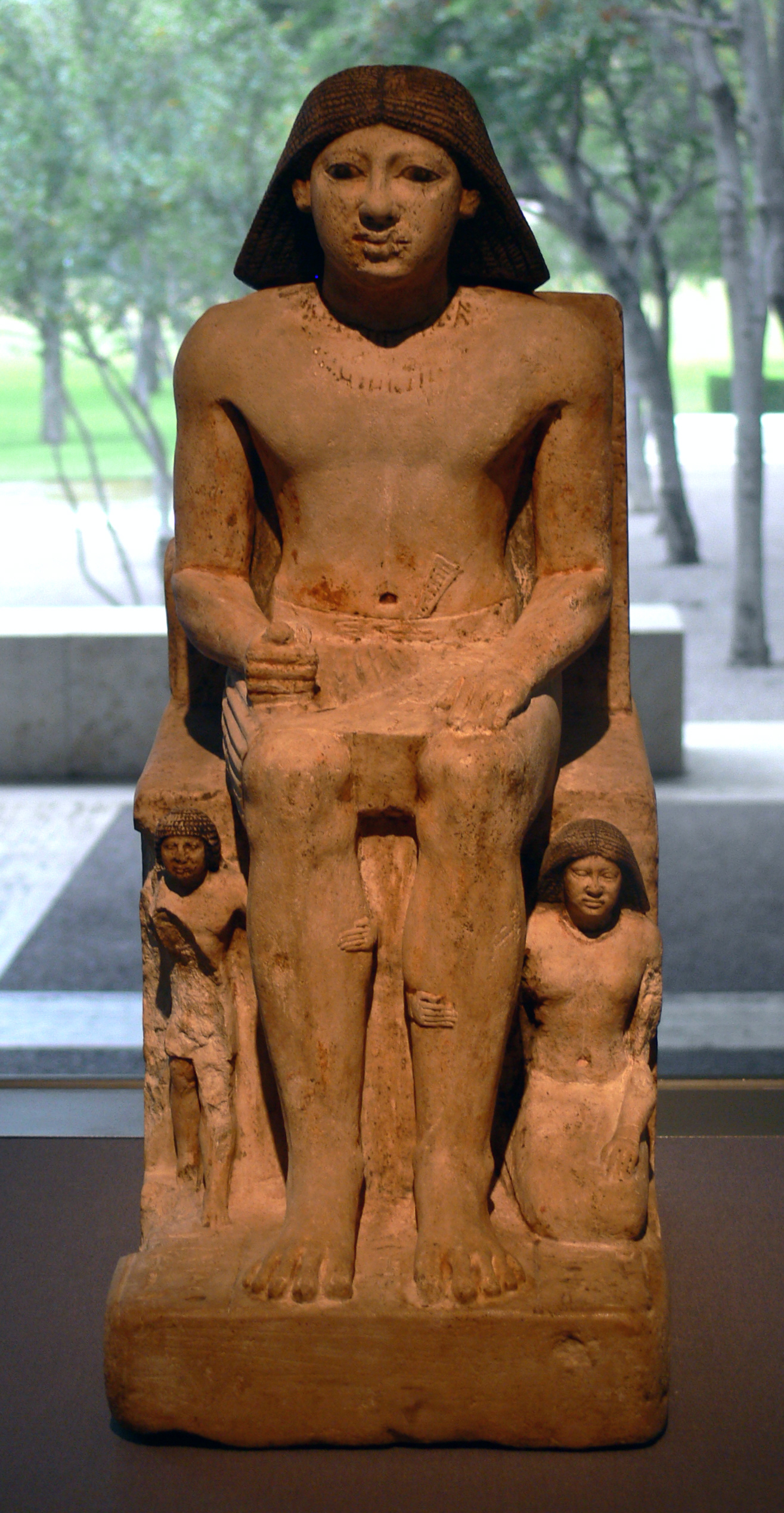
卡尼弗和妻子及儿子的雕像

卡尼弗是埃及第五王朝法老萨胡拉统治时期孟菲斯地区卜塔的大祭司。大英博物馆和位于哥本哈根的新嘉士伯美术馆分别收藏有他的两张供品桌。
位于美国得克萨斯州沃斯堡的金贝尔艺术博物馆内收藏有一尊卡尼弗、他的妻子Tjentety和他们的儿子Khuwyptah的雕像。这尊雕像上的卡尼弗坐着，他的妻子跪在他的左腿旁，儿子则靠在他的右腿上。卡尼弗拥有“工匠的监督者”、“卜塔祭司”等头衔，而他的妻子则和皇室关系密切。卡尼弗的儿子库维卜塔也是卜塔的高级祭司。 